# لي جاي-آن
لي جاي-آن (هانغل: 이재안) هو لاعب كرة قدم كوري جنوبي في مركز الهجوم، ولد في 21 يونيو 1988 في كوريا الجنوبية. لعب مع نادي سول.

## وصلات خارجية
- لي جاي-آن على موقع دوري كوريا الجنوبية (الإنجليزية)
- لي جاي-آن على موقع قاعدة بيانات كرة القدم.إي يو (الإنجليزية)
- لي جاي-آن على موقع Soccerway.com (الإنجليزية)